# Vierge de la Paix
La Statue de la Vierge de la Paix ou Monument de la Vierge de la Paix (Monumento a la Virgen de la Paz) est une statue monumentale et commémorative de la Vierge Marie, situé dans la municipalité de Trujillo, à proximité de la ville du même nom, au Venezuela. D'une hauteur de 46,72 mètres, il s'agit de la plus haute statue du pays. Elle est l’œuvre du sculpteur Manuel de la Fuente et a été inauguré le 21 décembre 1983 par le président vénézuélien de l'époque, Luís Herrera Campíns.  

## Galerie

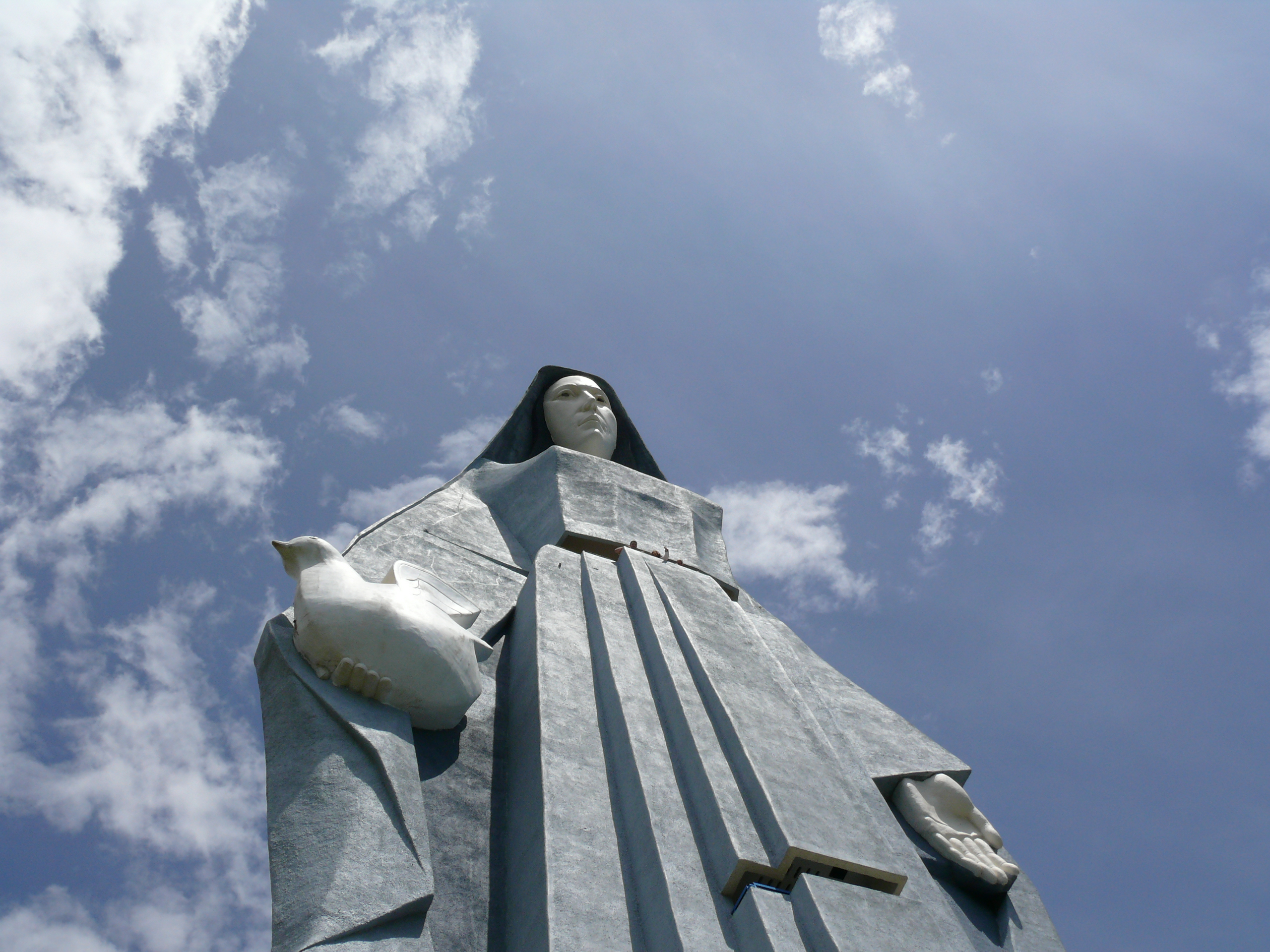
Détail de la statue
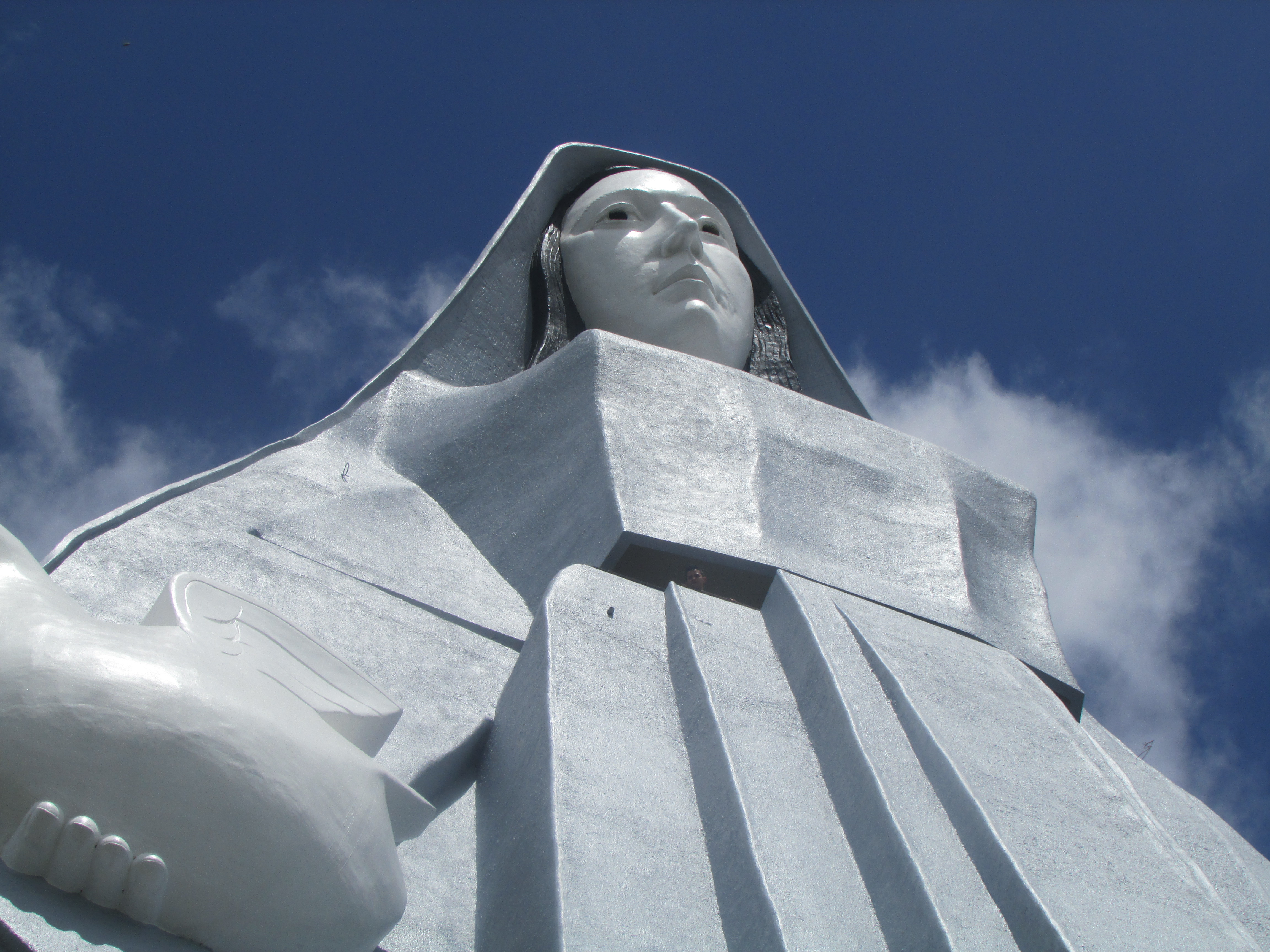
Détail de la statue
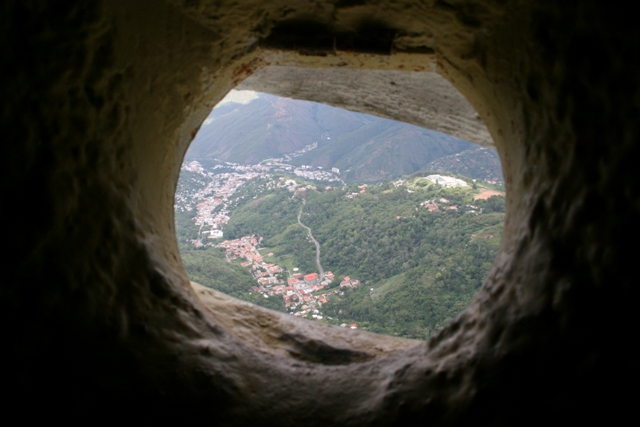
Vue d'un œil de la statue
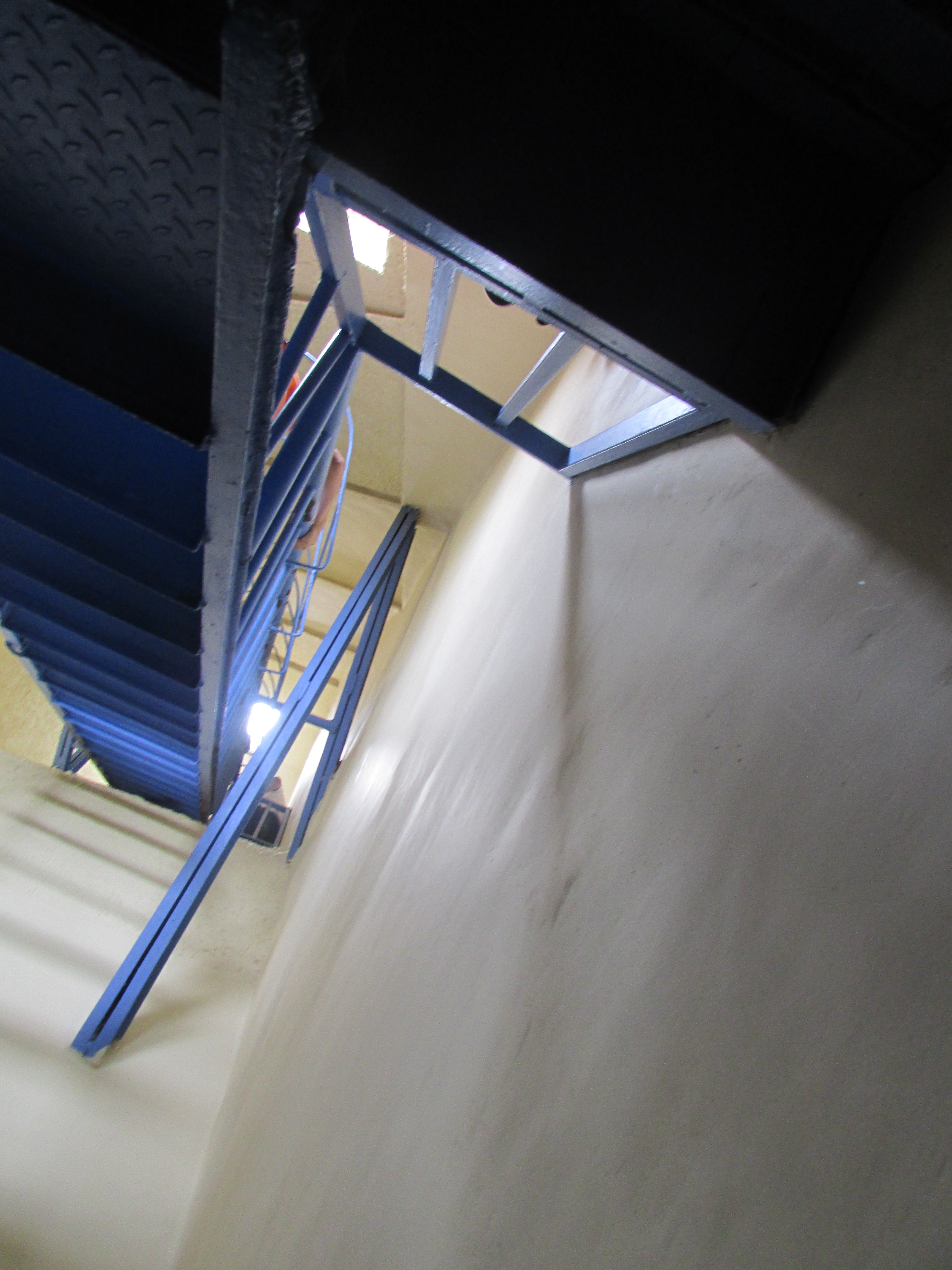
Escalier intérieur permettant l'accès au point de vue le plus haut de la statue